# Basílica de Santo Domingo (Bolonia)

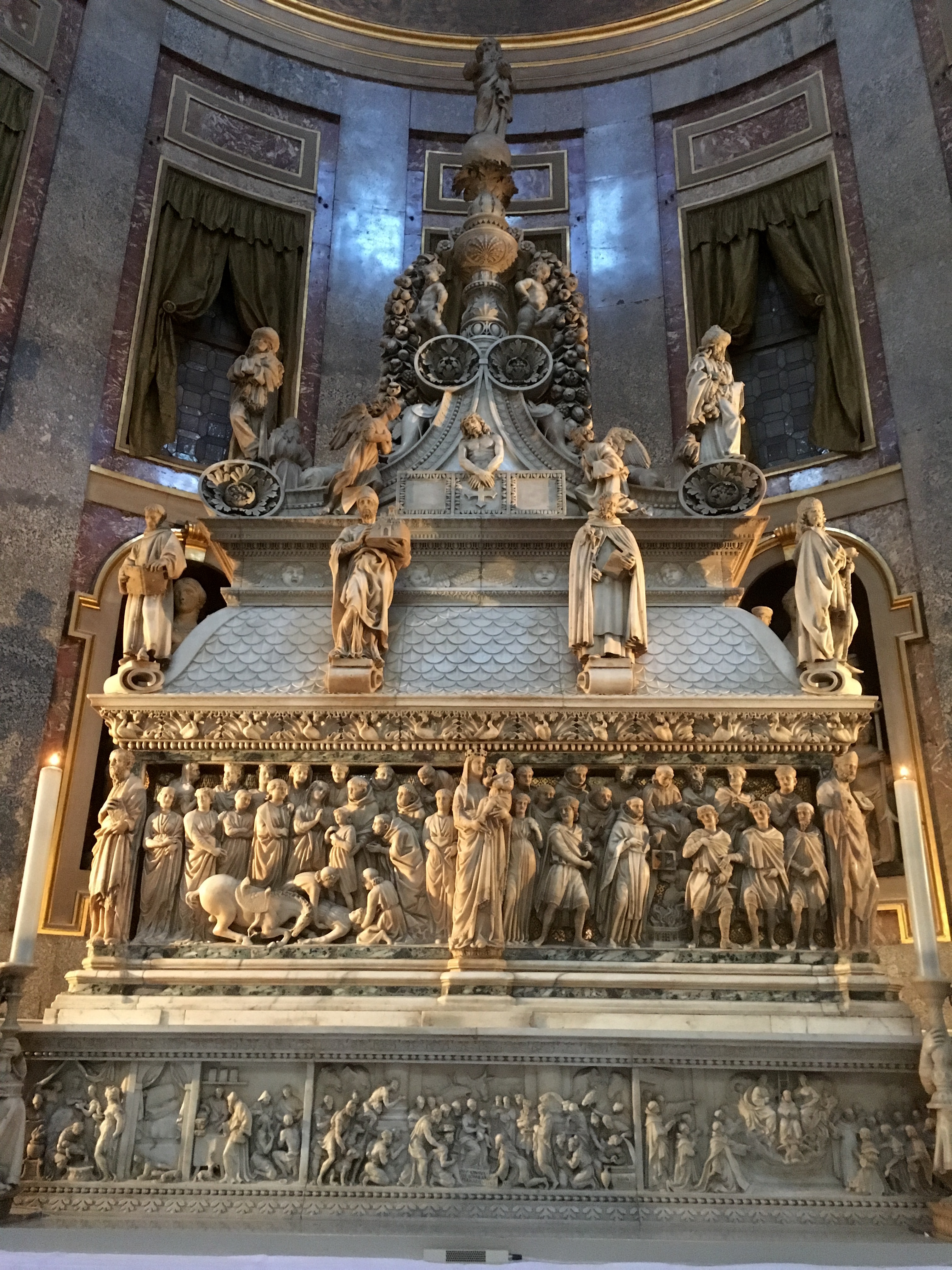
Sepulcro de santo Domingo de Guzmán

La basílica de Santo Domingo es uno de los principales lugares de culto de Bolonia (Italia) y sede principal de la Orden Dominica. En la iglesia, dentro del Arca de Santo Domingo (obra de Nicola Pisano y sus alumnos, con contribuciones de Niccolò dell'Arca, Miguel Ángel, Alfonso Lombardi e Jean Baptiste Boudard), se encuentran los restos de Santo Domingo, el fundador de la Orden Dominica. También están los restos del beato Jacobo de Ulm Griesinger en el transepto izquierdo del templo.

## Historia
Domingo de Guzmán (1170-1221), al llegar a Bolonia en enero de 1218, quedó impresionado por la vitalidad de la ciudad y rápidamente reconoció la importancia de esta ciudad universitaria para su misión evangelizadora. Se estableció un convento en la iglesia de Mascarella por el beato Reginald de Orleans. Como ese convento pronto se demostró ser demasiado pequeño para el número creciente de frailes, los Hermanos predicadores se mudaron en 1219 a la pequeña iglesia de San Nicolò delle Vigne en las afueras de Bolonia. El futuro santo Domingo se instaló en esa iglesia y celebró en ella los dos primeros Capítulos Generales de la orden (1220 y 1221). Santo Domingo murió en esa iglesia el 6 de agosto de 1221. Fue enterrado detrás del altar de San Nicolò. Fue canonizado muy pronto, en 1234.
Entre 1219 y 1243 los dominicos compraron todas las parcelas próximas a la iglesia. Después de la muerte de Domingo, la iglesia de San Nicolò se expandió y se construyó un nuevo complejo monástico entre 1228 y 1240. El área absidial de la iglesia fue demolida y la nave se amplió y se convirtió en la basílica de Santo Domingo. La iglesia se convirtió en el prototipo de muchas otras iglesias dominicanas que se construirán luego en todo el mundo.
La gran basílica se dividió en dos partes:
- la parte frontal, llamada «iglesia interna», era la iglesia de los hermanos. Fue construida en un estilo protogótico con una nave central , dos naves laterales y bóvedas ojivales.
- la iglesia para los fieles, llamada «iglesia externa», con las columnas simples y el techo plano de la antigua iglesia.

Ambas iglesias estaban divididas por una rampa. La iglesia fue consagrada por el papa Inocencio IV el 17 de octubre de 1251. En esa ocasión, el crucifijo de Giunta Pisano se mostró por primera vez a los fieles.
Los restos del santo fueron trasladados en 1233 desde su lugar detrás del altar a un simple sarcófago de mármol, situado en el piso en la nave lateral derecha de la iglesia para los fieles. Dado que la mayoría de los peregrinos, que acudieron en gran número para ver la tumba, no podían ver ese santuario, oculto por tanta gente parada frente a él, se sintió la necesidad de erigir un nuevo santuario. En 1267, los restos de santo Domingo fueron trasladados del simple sarcófago al nuevo santuario, decorado con los principales episodios de la vida del Santo por Nicola Pisano. El trabajo continuaría en ese santuario durante casi cinco siglos.
La iglesia se amplió y las dos secciones se modificaron de varias maneras en el transcurso de los siguientes siglos. Se construyeron nuevas capillas laterales, la mayoría en el siglo XV. Se añadió un campanario románico-gótico en 1313 (recientemente restaurado). El muro divisorio entre las dos iglesias fue finalmente demolido a principios del siglo XVII. El coro fue al mismo tiempo desplazado detrás del altar. Entre 1728 y 1732, el interior de la iglesia fue completamente renovado por el arquitecto Carlo Francesco Dotti, patrocinado por el papa dominico Benedicto XIII, en su actual estilo barroco.
Al principio, la iglesia comenzó a recibir muchas obras de arte de los fieles. Esas donaciones se ha convertido en la vasta colección actual de tesoros artísticos excepcionales creados por algunos de los mejores artistas italianos, como Giunta Pisano, Nicola Pisano, Arnolfo di Cambio, Niccolò dell'Arca, Michelangelo, Iacopo da Bologna, Guido Reni, Guercino y Filippino Lippi.